# Dieter Naskrent

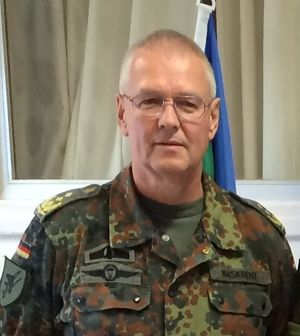
Generalleutnant Dieter Naskrent

Dieter Naskrent (* 16. August 1954 in Bochum) ist ein Generalleutnant der Luftwaffe der Bundeswehr a. D. Er war auf seinem letzten Dienstposten von April 2012 bis Oktober 2017 Stellvertreter des Inspekteurs der Luftwaffe.

## Militärische Laufbahn
Beförderungen
- 1977 Leutnant
- 1980 Oberleutnant
- 1983 Hauptmann
- 1988 Major
- 1992 Oberstleutnant
- 1997 Oberst
- 2005 Brigadegeneral
- 2008 Generalmajor
- 2010 Generalleutnant

Naskrent trat 1973 beim Luftwaffenausbildungsregiment 5 in Goslar seinen Dienst in der Bundeswehr an. Von 1973 bis 1975 wurde er auf dem Waffensystem Nike Hercules beim Flugabwehrraketenbataillon 21 in Möhnesee zum Flugabwehrraketenkanonier und -unteroffizier ausgebildet, bevor er in die Offizierslaufbahn wechselte. Nach absolvierter Ausbildung an der Offizierschule der Luftwaffe in Neubiberg studierte er an der Hochschule der Bundeswehr in Hamburg Wirtschafts- und Organisationswissenschaften mit dem Abschluss als Diplomkaufmann. 
Im Anschluss an seine Ausbildung zum Flugabwehrraketenoffizier 1980 bis 1981 in den USA an der Raketenschule der Luftwaffe in El Paso, Texas, folgte eine Verwendung als Flugabwehrraketenoffizier und Zugführer im Flugabwehrraketenbataillon 24 in Delmenhorst.
Von 1983 bis 1986 wurde Naskrent als Personaloffizier im Bundesministerium der Verteidigung in Bonn eingesetzt. Seine Ausbildung zum Offizier im Generalstabsdienst erhielt er von 1986 bis 1988 als Teilnehmer des Nationalen Lehrgangs Generalstabs-/Admiralstabsdienst (LGAN) an der Führungsakademie der Bundeswehr in Hamburg.

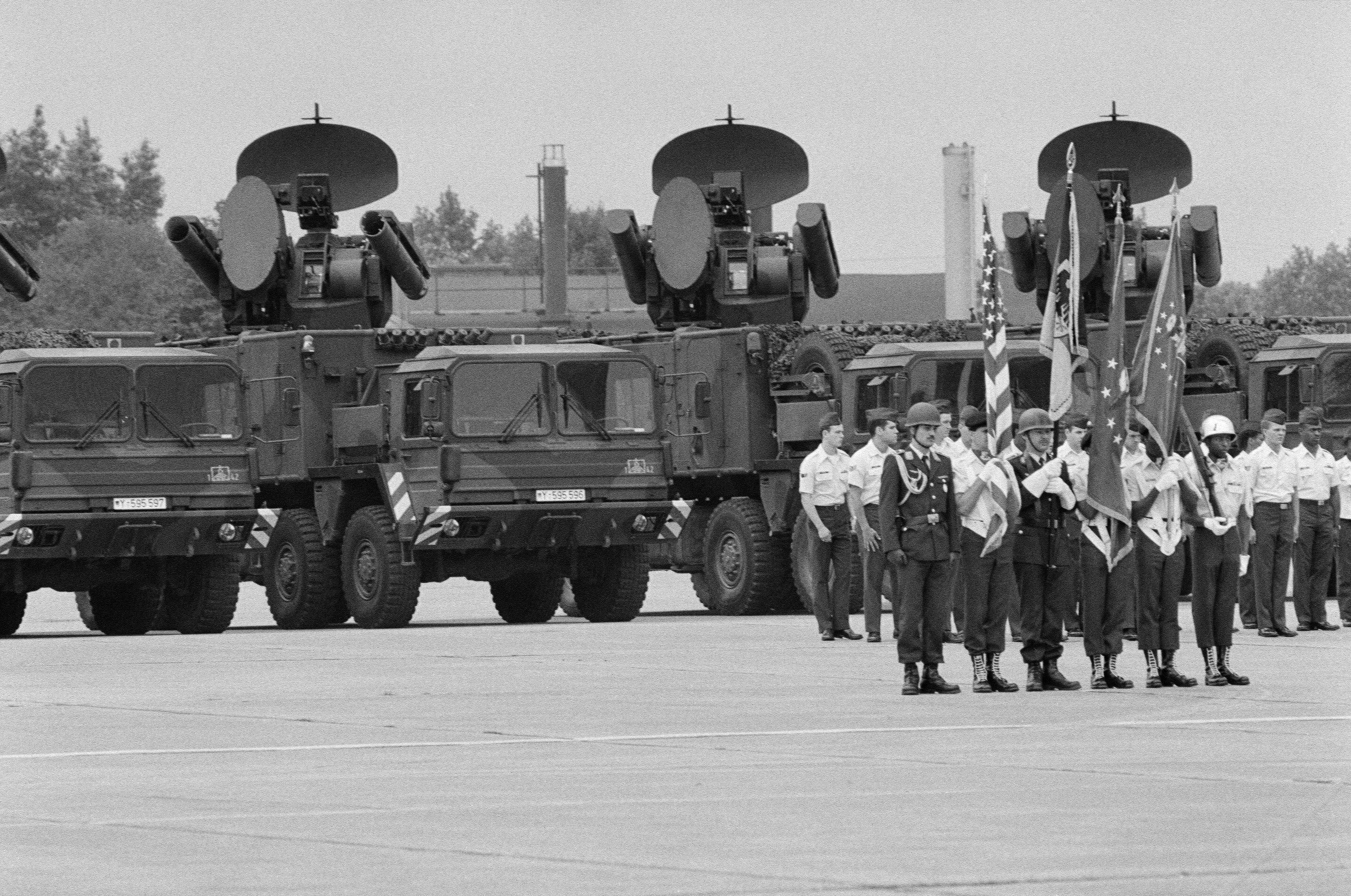
Waffensysteme Roland der FlaRakGrp 42

1988 kehrte Naskrent ins Personalmanagement als Abteilungsleiter Personal beim Luftwaffenausbildungskommando in Köln und ab 1990 als Referent im Bundesministerium der Verteidigung (P IV 3) in Bonn zurück. 1992 schloss sich eine Truppenverwendung als Kommandeur der Flugabwehrraketengruppe 42 in Schöneck mit dem Waffensystem Roland an, bevor er 1993 wieder ins Bundesministerium der Verteidigung als Referent beim Führungsstab der Luftwaffe (Fü L III 2) wechselte. 
Ab 1995 folgten erneut Verwendungen im Bereich der Personalführung, zunächst als Referent bei P IV 3, ab 1997 als Dezernatsleiter im Personalamt der Bundeswehr in Köln und von 2000 bis 2003 als Referatsleiter im Führungsstab der Streitkräfte und der Streitkräftebasis. 
Nach einem Studium an der National Defense University, Washington, D.C., USA, von 2003 bis 2004 war Naskrent im Rang eines Brigadegenerals bis 2006 Chef des Stabes im Luftwaffenführungskommando in Köln und von 2006 bis 2008 Beauftragter für Erziehung und Ausbildung beim Generalinspekteur der Bundeswehr. Von Februar 2008 bis zum 18. Juni 2010 führte er als Kommandeur die 1. Luftwaffendivision in Fürstenfeldbruck. An diesem Tag folgte ihm als letzter Kommandeur der 1. Luftwaffendivision Robert Löwenstein.
Am 29. Juni 2010 hat Dieter Naskrent in Kalkar und Uedem am Niederrhein die Aufgaben als Kommandeur des Kommando Operative Führung Luftstreitkräfte, als Commander Combined Air Operations Centre Uedem und als Executive Director Joint Air Power Competence Centre übernommen.
Auf seinem letzten Dienstposten war Naskrent von April 2012 bis Oktober 2017 Stellvertreter des Inspekteurs der Luftwaffe. Diesen Dienstposten übergab er an Generalmajor Ansgar Rieks und trat zum 1. Oktober 2017 in Ruhestand.

## Privates
Naskrent ist verheiratet und Vater von zwei Kindern.

## Auszeichnungen
- Ehrenkreuz der Bundeswehr in Gold